# Аншлейка
Аншлейка — упразднённая в 2006 году деревня в Никольском районе Пензенской области России. На момент упразднения входила в состав Большепермиевского сельсовета.

## География
Урочище находится в северо-восточной части Пензенской области, в подзоне северной лесостепи, в пределах западного склона Приволжской возвышенности, на правом берегу реки Веж-Айвы, на расстоянии примерно 16 километров (по прямой) к юго-западу от города Никольска, административного центра района. Абсолютная высота — 188 метров над уровнем моря.

## История
Основана в период между 1719 и 1747 годами. Название восходит к протекающей вблизи речке, правому притоку Веж-Айвы. По состоянию на 1911 год в Аншлейке имелись: одна крестьянская община, 138 дворов, церковно-приходская школа, мельница с нефтяным двигателем, синильня, три кузницы и две лавки. Население села того периода составляло 799 человек. В 1944 году являлась центром Аншлейского сельсовета. Действовал колхоз «Красная Армия». По данным 1955 года входила в состав Керенского сельсовета.
Упразднена в июне 2006 года.